# Stephan Kreiss
Stephan Kreiss (geboren 1962 in München; gestorben 16. August 2021) war ein deutscher Theater- und Filmschauspieler sowie Clown und Komödiant.

## Leben und Werk
Stephan Kreiss machte von 1985 bis 1989 eine Clown- und Comedyausbildung am Atelier International de l’Acteur der École Philippe Gaulier & Monika Pagneux in Paris und anschließend von 1990 bis 1993 eine Schauspielausbildung in Wien. Anschließend arbeitete er von 1998 bis 2001 mit Solo-Auftritten als „Der Legendäre Lustige“ in Österreich und ab 1993 zudem vor allem in England, wo er unter anderem mit The Right Size und der Royal Shakespeare Company auftrat. 2000 schloss er sich dem Quartett Spymonkey an, das international erfolgreich war.
Die Gruppe trat unter anderem im West End London, im Sydney Opera House und auf dem Comedy Festival Just for Laughs in Montreal auf. Anschließend erhielt Kreiss ein Engagement für den Cirque du Soleil in Las Vegas, wo er als „Porno Clown“ in der Show Zumanity – Another Side of Cirque du Soleil auftrat.
1998 spielte Kreiss die Hauptrolle in dem Kurzfilm That’ all Johnny von Michael Pfeifenberger. Danach folgten weitere Fernsehserien und -filme, zuletzt 2013 die Verfilmung des Theaterstücks Jedermann von Hugo von Hofmannsthal bei den Salzburger Festspielen im Großen Festspielhaus von André Turnheim, in der er den Dünnen Vetter spielte.
Stephan Kreiss starb im August 2021 nach kurzer Krankheit.

## Filmografie
- 1998: That’ all Johnny (Kurzfilm)
- 2000: Thanksgivin’, die nachtblaue Stadt
- 2007: Comedy Cuts (Fernsehserie)
- 2007: Hyperdrive (Fernsehserie; Folge 2x02)
- 2010: Todespolka
- 2013: Jedermann (Fernsehfilm)

## Belege
1. 1 2 3 4  Kurzbiografie (Memento des Originals vom 14. Juli 2014 im Internet Archive)  Info: Der Archivlink wurde automatisch eingesetzt und noch nicht geprüft. Bitte prüfe Original- und Archivlink gemäß Anleitung und entferne dann diesen Hinweis. auf den Seiten des Quartett Spymonkey. Abgerufen am 6. Juni 2014.
2. 1 2  Kurzbiografie. In: salzburgerfestspiele.at. Salzburger Festspiele, Juni 2013, archiviert vom Original am 6. Juni 2014; abgerufen am 6. Juni 2014.
3. ↑  Stephan Kreiss bei IMDb
4. ↑  Toby Park: Spymonkey’s Stephan Kreiss dies aged 59. In: spymonkey.co.uk. 19. August 2021; abgerufen am 22. Juli 2023 (englisch).